# Superobots
I Superobots, conosciuti anche come Rocking Horse, Superband e Megalonsingers, sono un gruppo musicale italiano formato nel 1979 che, fino al 1984, si è dedicato alla realizzazione di sigle per i cartoni animati.

## Storia

### Superobots

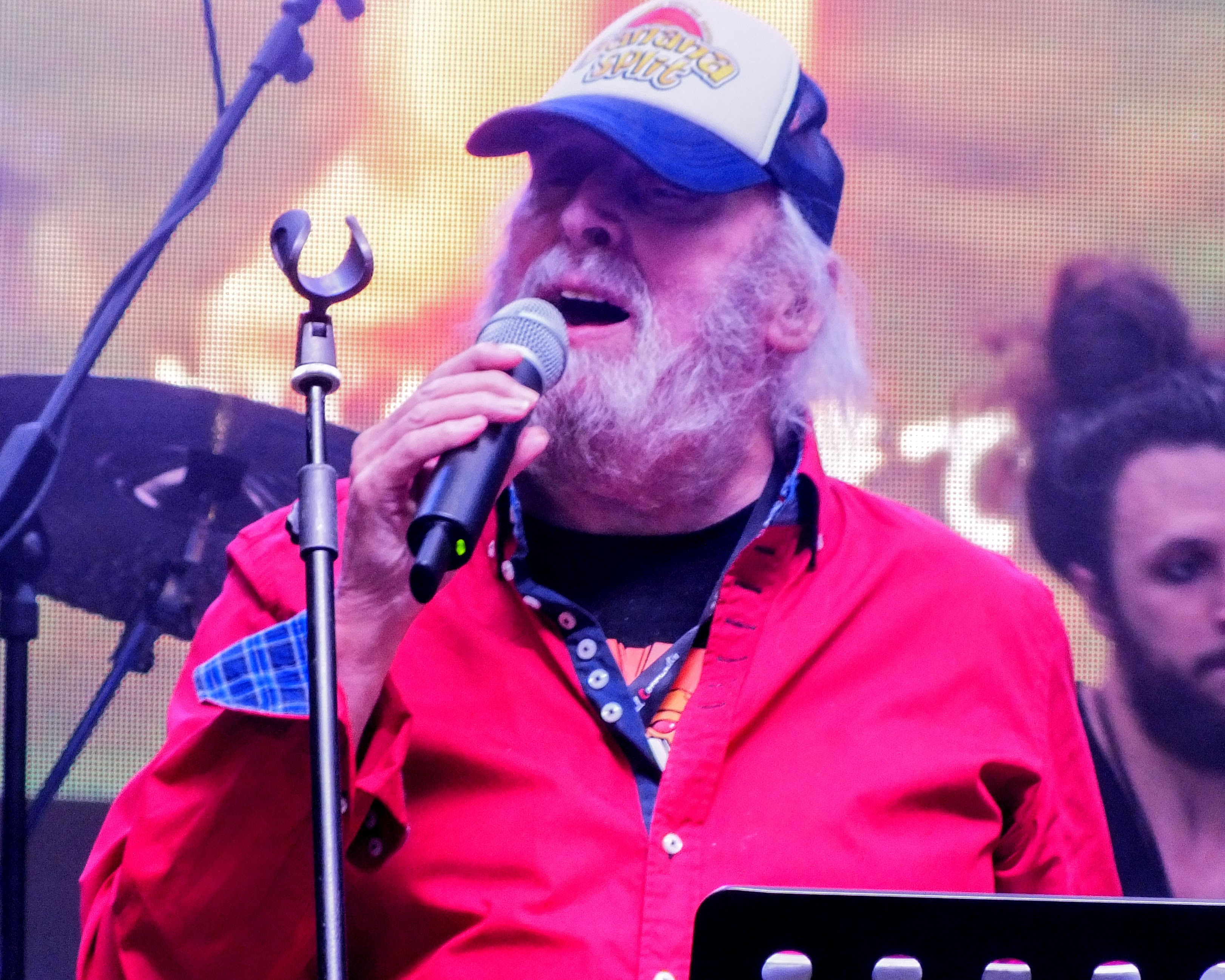
Douglas Meakin nel 2024

Nel 1979, Douglas Meakin realizzò con Mike Fraser e Aldo Tamborrelli la canzone Tarzan Tarzan per Elisabetta Viviani. Questo brano lo fece notare a Olimpio Petrossi, che si occupava del mercato delle sigle alla RCA Italiana il quale gli propose di realizzare nuovi brani..
Nacquero così i Superobots, una specie di gruppo contenitore fondato ufficialmente da Meakin e Tamborrelli e successivamente amministrato dallo stesso Meakin e Massimo Cantini.
Il collettivo era composto da artisti e musicisti interni alla RCA che si avvicendavano di volta in volta nella realizzazione delle sigle. Sebbene il nucleo di musicisti ruotasse attorno alla presenza costante di Douglas Meakin in alcuni casi è stato usato semplicemente come pseudonimo di altri musicisti, come nel caso de I Fratelli Balestra.
Tra gli autori dei testi vi erano Franco Migliacci, Massimo Cantini, Franco Micalizzi e Franca Evangelisti, Meakin, Tamborelli e i Fratelli Balestra agli arrangiamenti, i quali erano anche interpreti dei brani, Sara Kappa, Fabiana Cantini e Rino Martinez come interpreti; Roberta Petteruti e Simona Pirone ai cori.
Il primo grande successo fu Il grande Mazinger, che vendette oltre seicentomila copie e si posizionò alla 26ª posizione dei singoli più venduti del 1980.
Seguirono altri successi quali Jeeg robot, Ken Falco, Guerre fra galassie, Gran Prix e il campionissimo, Daltanious, Supercar Gattiger, Blue Noah, Trider G7, Gordian, Ufo Diapolon, Koseidon, Starzinger, Babil Junior e Superobot 28..

### Rocking Horse e Superband
Il nome Superobots veniva utilizzato per i 45 giri realizzati per il filone robotico, ma visto il successo raggiunto dalle sigle, nacque l'esigenza di usare degli pseudonimi per differenziare i dischi e non inflazionare il mercato. Per questo motivo nel 1980 Meakin fondò con Mike Fraser il gruppo parallelo Rocking Horse per la produzione "non robotica", nel quale si avvicendavano sostanzialmente gli stessi artisti: Aldo Tamborrelli, Vito Tommaso, i Fratelli Balestra e Lucio Macchiarella.
I loro più grandi successi con questo pseudonimo furono la sigla del celebre anime Candy Candy, che raggiunse la terza posizione dei singoli, forte di oltre cinquecentomila copie vendute e Lulù, sigla dell'anime omonimo, che ne vendette trecentomila..
Il gruppo a differenza dei Superobots ha avuto quasi sempre una formazione fissa, composta da Douglas Meakin (voce e chitarre), Dave Sumner (chitarre), Mike Fraser (piano), Mick Brill (basso) e Marvin Johnson (batteria)..
Quasi contemporaneamente alla nascita dei Superobots venne utilizzato lo pseudonimo di Superband per le sigle Fantaman e Noi Supereroi, pubblicati entrambi per l'etichetta discografica EMI, e quello di Megalonsingers per la pubblicazione del 45 giri I-Zenborg/Megaloman del 1981.

### Reunion
Dopo quindici anni di silenzio il gruppo si è riunito nel 1998 sotto il nome di Superobots & Rocking Horse Reborn, per una serie di concerti celebrativi, e per realizzare nuove sigle per cartoni e altri programmi televisivi.

## Formazione

### Superobots (1979-1984)
- Douglas Meakin - voce, cori
- Massimo Cantini - voce, cori, autore
- Giancarlo Balestra - voce, cori, autore testi e musiche
- Mauro Balestra - voce, cori, chitarre, autore musiche
- Claudio Balestra  - voce, cori, autore musiche
- Stefano Senesi - voce, autore musiche
- Rino Martinez - voce
- Simona Pirone - voce
- Sara Kappa - voce, cori
- Mike Fraser - pianoforte, tastiere, autore musiche
- Dave Sumner - chitarra
- Aldo Tamborrelli - voce, chitarra, tastiere, autore musiche
- Fabiana Cantini - cori
- Rossella Valci - cori
- Christian Meakin - cori
- Roberta Petteruti - cori
- Mick Brill - basso
- Alessandro Centofanti - tastiere

### Rocking Horse (1980-1983)
- Douglas Meakin - voce e chitarre
- Dave Sumner - chitarra
- Mike Fraser - piano
- Mick Brill - basso
- Derek Wilson - batteria
- Marvin Johnson - batteria

### Superobots (1998-2003)
- Douglas Meakin - voce e chitarre
- Dave Sumner - chitarre
- Alex Saba - basso, cori
- Crystal Meakin - corista
- Nando di Stefano - batteria

### Superobots (2004-2019)
- Douglas Meakin - voce e chitarre
- Dave Sumner - chitarra
- Mick Brill - basso
- Mauro Balestra (2004-2005) - basso, cori
- Arnaldo Capocchia - batteria
- Elsa Baldini - corista
- Muzio Marcellini - tastiere e arrangiamento

### Superobots (dal 2019)
- Douglas Meakin - voce, chitarra
- Dave Sumner - chitarra elettrica, cori
- Alex Saba - basso, cori
- Fabiano De Biagi - tastiera, programmazione computer, cori
- Fabio Pollastri  - batteria

## Discografia

### Album in studio
- 2014 - Fly (Superobots) - album contenente gli inediti Se fossi un supereroe, Fly Ferrari, Viaggio Infinito, Tiger Man (cover de I Cavalieri del Re registrata assieme a Riccardo Zara) e In the middle of all that trouble again (cover degli Oliver Onions) più nuove versioni in studio di Ufo Diapolon, Il fantastico ranch del Picchio Giallo, Supereroi, Gran Prix e il campionissimo e Guerre fra galassie

### Colonne Sonore
- 1981 - La storia di Lulù (Rocking Horse) - album contenente l'audio storia del cartone animato Lulù, l'angelo tra i fiori narrata dai doppiatori originali della serie TV, la canzone Lulù dei Rocking Horse ripetuta in apertura e chiusura ed una versione strumentale della stessa canzone come colonna sonora del racconto.

### Album dal vivo
- 2007 - Reborn (accreditato a Superobots & Rocking Horse) - album contenente le versioni registrate dal vivo dei brani Superobot 28, Ken Falco, Il Dr. Slump e Arale/L'Isola del tesoro, Candy Candy, Fantaman, Toriton, Blue Noah, Lulù, Super Dog Black, Sampei, Forza Sugar, Jeeg Robot, Gordian, Daltanious, Babil Junior e Il Grande Mazinger, più un medley unplugged registrato in studio dei brani Corri come il vento Kiko, Lalabel e Mysha.

### Raccolte
- 2016 - Tivulandia Collection (CD1 Superobots, CD2 Rocking Horse) - raccolta contenente la totalità dei brani incisi dalle due band fra il 1979 e 1984 (ad eccezione del brano Lucy e dei brani accreditati a Superband, Megalonsingers e I Drago); contiene inoltre molte versioni strumentali e la collaborazione con Sarah & Co. per il brano All'età della pietra.

### Singoli

#### Superobots/Superband/Megalonsingers
- 1979 - Noi supereroi (split single - lato A accreditato a Superband, lato B di Umberto Decimo)
- 1979 - Il grande Mazinger/Jeeg Robot
- 1979 - Ken Falco/Guerre fra galassie
- 1980 - Grand Prix e il campionissimo/Daltanious
- 1981 - Fantaman/La forza del bene (accreditato a Superband)
- 1981 - La spada di King Arthur/Blue Noah (split single - lato A de I Cavalieri del Re, lato b dei Superobots)
- 1981 - Supercar Gattiger/Mysha (split single - lato A dei Superobots con I Fratelli Balestra, lato B dei Rocking Horse)
- 1981 - Trider G7/Tamagon risolvetutto (split single - lato A dei Superobots, lato B di Sara Kappa)
- 1981 - Koseidon/Starzinger (Lato A e Lato B dei Superobots con i Fratelli Balestra)
- 1981 - I-Zenborg/Megaloman (attribuito ai Megalonsingers)
- 1981 - Gordian/UFO Diapolon
- 1982 - Babil Junior/Lalabel (split single - lato A dei Superobots, lato B dei Rocking Horse)
- 1984 - All'età della pietra/Superobot 28 (split single - lato A di Sarah & Co. con i Rocking Horse, lato B dei Superobots)
- 2012 - Ginguiser/Guyslugger (singolo registrato nel 1981 - accreditato a I Drago)
- 2013 - Fly Ferrari Fly (singolo digitale)
- 2019 - Tu sei amico mio/Tu sei amico mio (base con cori)

#### Douglas Meakin and the Superband
- 2021 - Clutch Cargo/Clutch Cargo (versione strumentale)
- 2021 - Space Angel/Space Angel (versione strumentale)
- 2021 - Capitan Fathom/Capitan Fathom (versione strumentale)

#### Rocking Horse
- 1980 - Candy Candy/Lucy (lato b dei Rocking Horse con Stefano Senesi)
- 1981 - Lulù/Toriton
- 1981 - Supercar Gattiger/Mysha (split single - lato A dei Superobots con I Fratelli Balestra, lato B dei Rocking Horse)
- 1982 - Sampei/Super Dog Black
- 1982 - Sam, Il ragazzo del west/Mimi e le ragazze della pallavolo (split single - lato A di Nico Fidenco, lato B di Georgia Lepore con i Rocking Horse)
- 1982 - Babil Junior/Lalabel (split single - lato A dei Superobots, lato B dei Rocking Horse)
- 1983 - Corri come il vento Kiko/Forza Sugar!
- 1983 - Il Dr. Slump ed Arale/Pat, la ragazza del baseball (split single - lato A dei Rocking Horse, lato B de Le Mele Verdi di Mitzi Amoroso)
- 1983 - Tyltyl, Mytyl e l'uccellino azzurro/La ballata di Fiorellino (split single - lato A di Georgia Lepore con i Rocking Horse, lato B de I Cavalieri del Re)
- 2013 - Il fantastico ranch del Picchio Giallo/L'isola del tesoro (registrato nel 1981 - "L'isola del tesoro" è la versione originale del brano poi rielaborato come "Il Dr. Slump e Arale")
- 2017 - Zum il delfino bianco
- 2017 - Jeanie dai lunghi capelli
- 2017 - Isabelle de Paris
- 2018 - Julie rosa di bosco
- 2020 - Notte magica (singolo registrato nel 1995 - accreditato a Douglas Meakin con il Coro "Piccole Voci" di Angelo Di Mario)

### Partecipazioni a compilation
- 1992 - I Ballabili Degli Anni '60 - '70 - '80 (In Versione Originale), con il brano Il Grande Mazinger
- 1994 - Tivulandia vol. 2, con i brani Il Grande Mazinger, Jeeg robot d'acciaio, Ken Falco, Daltanious, Blue Noah e Trider G7
- 1994 - Tivulandia vol. 3, con i brani Grand Prix e il campionissimo, Starzinger e Gordian
- 1995 - Natale è... Christmas Aid, con il brano inedito Notte Magica (attribuito ai Rocking Horse)
- 1997 - AA.VV Movie, con il brano Il Grande Mazinger
- 2000 - Manga Cartoons, con nuove versioni in studio (attribuite a Superobots feat. Rocking Horse) dei brani Il Grande Mazinger, Forza Sugar, Super Robot 28, Blue Noah, Ken Falco e Il Dr. Slump e Arale
- 2001 - I cartoonissimi, con il brano Lalabel
- 2001 - I fantastici cartoons, con i brani Guerra fra galassie, Supercar Gattiger, Koseidon e UFO Diapolon
- 2003 - Tivulandia vol. 5, con il brano Superobot 28
- 2004 - Le Grandi Sigle Volume 3 - Sigle Cartoni Animati, con il brano Il Grande Mazinger
- 2005 - Transformers, DVD con i brani inediti Transformers e Cybertron (attribuiti ai Superobots)
- 2008 - DJ Selection 200: Cartoons Superhit Vol. 1 , con i brani Jeeg Robot, Daltanious, Il Grande Mazinger e Ken Falco
- 2009 - Stormlandia, con Transformers e Cybertron (e relative versioni strumentali)
- 2011 - Cartoon Heroes, CD con versioni acustiche di Candy Candy, Sampei e Il Grande Mazinger registrate dal vivo il 19 giugno 2011 all'Auditorium Helikonia di Roma
- 2013 - La Notte delle Sigle III - Milano, Rolling Stone, 11 Maggio 2003 DVD con versioni dal vivo di Ken Falco, Babil Junior, Fantaman, Il Grande Mazinger, Forza Sugar, Candy Candy, Ufo Diapolon, Trider G7, Blue Noah e Gordian
- 2016 - Sigle TV Anni '80 Live - Mantova Comics 2011 con versioni dal vivo di Il Grande Mazinger, Sampei, Candy Candy, Forza Sugar, Ken Falco, Blue Noah, Daltanious e Il Dr. Slump e Arale
- 2020 - Buon Compleanno Mazinga Z, DVD con versioni dal vivo di Candy Candy, Gordian, Fantaman, Daltanious e Il Grande Mazinger registrate il 30 agosto 2020 sul palco del San Marino Comics.